# Oberleupoldsberg
Oberleupoldsberg ist ein Gemeindeteil der Stadt Schwarzenbach am Wald im Landkreis Hof (Oberfranken, Bayern). Oberleupoldsberg liegt in der Gemarkung Löhmar.

## Geografie
Das Dorf besteht aus fünf Siedlungen, die in einer kleinen Rodungsinsel auf einem Höhenrücken des Frankenwaldes verstreut liegen. Die Hauptsiedlung liegt an einer Gemeindeverbindungsstraße, die nach Unterleupoldsberg (1,3 km südlich) bzw. die Kreisstraße HO 28 kreuzend nach Gemeinreuth verläuft (0,5 km nordwestlich). Ein Wirtschaftsweg führt nach Viceburg (1,1 km südwestlich).

## Geschichte
Oberleupoldsberg gehörte zur Realgemeinde Löhmar. Gegen Ende des 18. Jahrhunderts bestand Ober- und Unterleupoldsberg aus 17 Anwesen. Die Die Hochgerichtsbarkeit hatten das bayreuthische Verwaltungsamt Schwarzenbach am Wald, das Rittergut Schwarzenstein, Rittergut Schwarzenbach und das Rittergut Lippertsgrün gemeinsam inne. Grundherren waren das Verwaltungsamt Schwarzenbach (2 Güter, 7 Gütlein, 2 Tropfhäuser, 1 Haus) und das Rittergut Schwarzenstein (Oberes Schloss: 3 Frongüter; Unteres Schloss: 2 Frongütlein).
Von 1797 bis 1810 unterstand Oberleupoldsberg dem Justiz- und Kammeramt Naila. Infolge des Ersten Gemeindeedikts wurde Oberleupoldsberg dem 1812 gebildeten Steuerdistrikt Schwarzenbach am Wald und der zugleich entstandenen Ruralgemeinde Löhmar zugewiesen. Am 1. April 1971 wurde Oberleupoldsberg im Zuge der Gebietsreform in Bayern nach Schwarzenbach eingegliedert.

### Ehemalige Baudenkmäler
- Haus Nr. 2: Gasthaus. Zweigeschossiges Wohnstallhaus mit Satteldach, zweite Hälfte des 18. Jahrhunderts; Erdgeschoss verputzt massiv, Obergeschoss mit schlichten, sichtbarem Fachwerk; starke Beeinträchtigung durch einen um 1910 in neubarocken Formen erfolgten Saalanbau.[8]
- Haus Nr. 7: Eingeschossiges Kleinhaus, drei zu drei Achsen, mit Satteldach, vermutlich erste Hälfte des 18. Jahrhunderts; verbretterter Ständerbau mit Blockfüllung, über Bruchsteinsockel mit tonnengewölbtem Kellerraum; Giebel aus verbrettertem Ständerwerk, Ostgiebel neuerdings mit Kunstschieferverkleidung. – Gutes Beispiel der selten gewordenen, kleinen hölzernen Weberhäuschen.[8]
- Haus Nr. 11: Eingeschossiges, verputzt massives Kleinhaus, drei zu vier Achsen, mit Satteldach, Ende des 18., Anfang des 19. Jahrhunderts; vorder Giebel mit schlichtem, sichtbarem Fachwerk.[8]

### Einwohnerentwicklung
| Jahr      | 1799   | 1819  | 1861   | 1871   | 1885   | 1900   | 1925   | 1950   | 1961   | 1970   | 1987   | 2020  |
| Einwohner |        | *115  | 131    | 113    | 111    | 102    | 69     | 85     | 70     | 65     | 43     | 32    |
| Häuser    | *20    |       |        |        | 14     | 14     | 15     | 17     | 16     |        | 19     |       |
| Quelle    | [ 10 ] | [ 6 ] | [ 11 ] | [ 12 ] | [ 13 ] | [ 14 ] | [ 15 ] | [ 16 ] | [ 17 ] | [ 18 ] | [ 19 ] | [ 1 ] |

## Religion
Oberleupoldsberg ist evangelisch-lutherisch geprägt und war ursprünglich nach Schwarzenbach am Wald gepfarrt, seit 1818 ist die Pfarrei St. Michael (Bernstein am Wald) zuständig.